# Paulina Lucca
Paulina Lucca (Viena, 25 d'abril de 1841- 28 de febrer de 1908) fou una soprano alemanya.
Entrà com a corista en el teatre de l'Òpera de la seva ciutat nadiua i ben aviat cridà l'atenció dels entesos per la seva magnífica veu i precoç intel·ligència, i trobà protectors que li'n donaren els mestres que necessitaven. Un d'aquests professors fou Richard Lewy.
Només contava setze anys quan es presentà al públic en el teatre d'Olmutz desenvolupant el rol d'Elvira en l'òpera Ernani, i quatre mesos més tard era contractada en el teatre de Praga. Poc temps després, i per recomanació de Giacomo Meyerbeer, fou contractada per Berlín, on suscità l'admiració del públic.
Després cantà successivament a Viena, Sant Petersburg, Nova York i principals ciutats d'Itàlia, i sobresortí principalment en el gènere clàssic i en l'òpera còmica francesa, ja que Carmen es considera com una de les seves millors creacions.
El 1869 es casà amb el baró de Rhoder, del qual se separà el 1872, i llavors recomençà les seves excursions artístiques, especialment per Anglaterra i França, on recollí molts aplaudiments i realitza una fortuna considerable. Més endavant, un cop divorciada del seu primer marit, va contraure segones núpcies amb un altre baró, Matthias von Wallhofen (1832-1899), i el 1890 abandonà l'escena, per viure retirada i consagrada a obres de beneficència.
Paulina Lucca fou una de les millors cantants d'Europa, perquè a llur extensa veu, ben timbrada i plena d'inflexions unia un real talent dramàtic. Durant algun temps fou objecte de les censures de la societat berlinesa per les seves preteses relacions amb Bismarck.